# Ахтерберг, Шанталь
Шанталь Ахтерберг (нидерл. Chantal Achterberg, род. 16 апреля 1985) — голландская спортсменка, гребчиха, призёр чемпионата Европы и чемпионата мира по академической гребле, а также Летних Олимпийских игр 2012, 2016 года.

## Биография
Шанталь Ахтерберг родилась 16 апреля 1985 года в нидерландском городе Влардингене. Профессиональную карьеру гребца начала с 2004 года. Состоит и тренируется в клубе «D.S.R. Proteus-Eretes», Делфт. С 2013 года дополнительно начала заниматься вместе с Клаудией Бельдербос в Амстердаме у тренера Нико Ринкса, осваивая категорию «двойки парные».
Ахтерберг является выпускницей Амстердамского свободного университета и Делфтского технического университета.
На чемпионате Европы по академической гребле 2014 года, который проходил с сербском городе Белград, Ахтерберг заняла второе место в одиночном разряде, уступив чешской спортсменке Мирославе Кнапковой.
Сразу две награды заработала Ахтенберг на чемпионате мира по академической гребле 2009 года в Познани. Золотую медаль принеcла гонка четверок, в которой Ахтерберг вместе с Нинке Кингма, Карлин Боу и Фемке Деккер обогнали гребчих из США и Канады. Бронза была заработана в заплыве восьмёрок, в котором голландская команда с результатом 6:07.43 уступила соперницам из Румынии и США.
На чемпионате мира по академической гребле 2010 года в Карапиро, голландская четвёрка не считалась фаворитом гонки. Со старта в лидеры вырвалась команда Австралии, но команда Ахтерберг сумела обогнать соперниц из Австралии и США и добыть золотую медаль.
На Летних Олимпийских играх 2016 в Рио-де-Жанейро Ахтерберг в составе голландской четвёрки парной заняла второе место, уступив гребчихам из Германии.